# Romuva
Romuva est le nom d’un culte religieux moderne, qui cherche à perpétuer les anciennes pratiques religieuses préchrétiennes de la Baltique ; il vient de l’antique sanctuaire balte, Romuva, qui selon la légende a été créé au cours de l'année 523 et au grand-prêtre duquel obéissaient toutes les nations baltes de Lituanie, de Latgale, de Courlande et de Prusse.
La communauté cultuelle perpétue donc d’antiques rites religieux et des coutumes folkloriques, mais aussi les contes et les légendes de la très vieille mythologie balte, dont beaucoup jusqu'au XIXe siècle ont été transmis oralement de génération en génération, et seulement alors fixés par écrit,,.
On trouve des membres de la communauté Romuva partout dans le monde, mais cette religion existe surtout en Lituanie. Le mouvement est étroitement lié aux mouvements de résurrection de la conscience nationale concernant les langues et les cultures de Lituanie et de Lettonie au cours des XIXe et XXe siècles. La plupart des membres n’ont aucune volonté de prosélytisme mais veulent simplement perpétuer la culture balte préchrétienne en transmettant des récits et des légendes antiques et en célébrant des fêtes traditionnelles, en soutenant la sculpture sur bois traditionnelle, en chantant des airs anciennes et en jouant des instruments de musique transmis par la tradition. Ils s’intéressent aussi à l’écologie en protégeant des sanctuaires naturels historiques.

## Étymologie
Les termes Romuva, Romovė et Ruomuva proviennent de sources écrites médiévales en Prusse-Orientale mentionnant le temple païen de la Baltique Romowe. Le mot a des significations de « temple » et de « sanctuaire », mais aussi, en outre, « demeure de paix intérieure ». La racine baltique ram- / rām-, dont dérive Romuva, a le sens de « calme, serein, tranquille », provenant du remo proto-indo-européen *(e)remǝ-.

## La christianisation
Les chroniques allemandes de Quedlinbourg de l’année 1009 mentionnent le missionnaire chrétien allemand Bruno von Querfurt, qui fut tué avec 18 compagnons par des Baltes, irrités de l’audace qu’ils avaient eue de pénétrer dans « la forêt sacrée ». Ce récit est le premier écrit où est mentionnée la Lituanie ; c’est en mémoire de cet événement qu’en 2009 le pays devait célébrer le millénaire de la preuve de son existence.
Durant une période où le reste de l’Europe avait déjà été profondément christianisé – soit par le zèle de ses missionnaires, soit en de nombreux endroits par la violence – les Lituaniens jusqu’aux XIVe et XVe siècles furent connus pour vouloir rester fidèles à leur ancienne religion et la protéger du christianisme.
Au XIIIe siècle, le pape Grégoire IX proclama une croisade contre les peuples baltes dont les Prussiens faisaient partie. Commença alors contre eux un génocide qui ne cessa qu’après plus de 80 ans de combats ; leur territoire, la Prusse-Orientale, devint un pays germanophone. En Livonie aussi (l’actuelle Lettonie), les croisés s’emparèrent d’un vaste territoire.
En 1251, Le grand-duc de Lituanie Mendog se convertit officiellement au christianisme pour des raisons diplomatiques, espérant améliorer ses relations avec les États d’Europe occidentale et centrale. Cependant les chroniques rapportent qu’il continua à adorer les dieux lituaniens traditionnels Andajus (par la suite Dievas), Perkūnas, Teliavelis (dieu des forgerons) et Žvorūna (déesse des forêts et des chasseurs).
Le peuple lituanien n’étant pas encore chrétien les chevaliers teutoniques poursuivirent leurs attaques. Enfin, en 1387, les habitants de la Haute Lituanie furent christianisés sous le grand-duc Vytautas et son cousin Jogaila. Cette année-là l’ancienne religion balte y fut officiellement interdite. La même chose se produisit en 1417 dans la région côtière de Samogitie. Que les Chevaliers teutoniques aient poursuivi leurs attaques après cette date montre que, finalement, ce qu’ils visaient ce n’était pas apporter la foi nouvelle à un pays « païen », mais tout simplement conquérir de nouveaux territoires.
En 1565, Valerijonas Protasevičius (ou Walerian Protasewicz), alors évêque catholique de Vilnius (Lituanie), fit appel à des jésuites pour « lutter » contre des « incroyants ». Ce fut pour l’ancienne religion balte la dernière étape de sa destruction. Jusqu’au XVIIIe siècle les paysans lituaniens n’en pratiquèrent pas moins en secret des rites non chrétiens, rites que l’Église tenta de christianiser en les intégrant dans ses cérémonies et ses usages, comme elle tenta de remplacer les anciens dieux baltes par des saints chrétiens, tant l’ancienne foi était difficile à détruire.

Le drapeau de la religion romuva.